# Ludwig Trapp
Ludwig Trapp (* 1865; † 1949) war ein deutscher Uhrmacher und Unternehmer in Glashütte.
Trapp übernahm 1892 nach dem Tode seines Schwiegervaters Gottfried Weicholdt dessen Uhrmacherbetrieb und erweiterte ihn zur Uhrenfabrik, den späteren Glasütter Feinmechanischen Werkstätten. Ab etwa 1908 wurden dort Präzisionspendeluhren mit Kompensationspendel und Federkrafthemmung und andere Präzisionsinstrumente angefertigt. 1910 stiftete Trapp der Uraniawarte in Glashütte eine Präzisionspendeluhr.
Trapp entwickelte das Trapp'sche Kompensationspendel und ließ es patentieren. Ab 1895 war er Mitglied des Aufsichtsrates der Deutschen Uhrmacherschule Glashütte.